# Jenning Huizenga
Jenning Hein Huizenga (Franeker, 29 maart 1984) is een voormalig wielrenner uit Nederland.

## Biografie
In 2004 behaalde Huizenga een aantal overwinningen, waaronder de ronde van Surhuisterveen die hij tot nu toe als het hoogtepunt in zijn carrière beschouwt. Hetzelfde jaar raakte hij evenwel ook geblesseerd door een aantal valpartijen. In 2005 maakte hij een overstap naar de continentale ploeg Moser-AH. In 2006 stapte hij over naar de continentale ploeg Cyclingteam Jo Piels. Ondanks een vijftal overwinningen, maakte hij het jaar daarop opnieuw een overstap naar Löwik Meubelen.

### Baanwielrennen
Huizenga maakte in 2006 zijn debuut op de baan door tijdens het Nederlands Kampioenschap als derde te eindigen. Daarop werd hij door bondscoach Peter Pieters geselecteerd voor de Wereldkampioenschappen. Op het onderdeel achtervolging behaalde hij een vijfde plaats. Op het WK van 2008 won hij op hetzelfde onderdeel zilver achter de Brit Bradley Wiggins.

### Ziekte en comeback
Vrijwel direct volgend op zijn WK-zege, brak voor hem een periode van grote onzekerheid aan door 'mysterieuze' ziekte; een schimmelinfectie, naar pas veel later bleek. Na meer dan twee jaar afwezigheid, maakte hij op 5 september 2010 zijn rentree in het wielerpeloton. In het seizoen 2011 kwam hij uit voor Ubbink-Koga Cycling Team. Dat jaar werd hij Nederlands kampioen op de achtervolging. In de zomer van 2016 besloot hij zijn loopbaan te beëindigen, omdat hij niet meer zijn oude niveau wist te behalen vanwege de ziekte van Lyme. "In het boek 'De elementen' schreef Harry Mulisch "Wat je wil zijn, ben je niet". Deze mooie zin heb ik altijd onthouden. Nu kan ik daar zelf aan toevoegen "Wat je was, ben je niet". Ik was baanwielrenner. Helaas kan ik dat niet meer zijn door de ziekte van Lyme", zo verklaarde Huizenga zijn beslissing nadat hij zich niet had weten te plaatsen voor de Olympische Zomerspelen 2016 in Rio de Janeiro.

## Belangrijkste overwinningen

### Weg
2011
- 2e etappe Tour de Moselle

2012
- 2e etappe Olympia's Tour

### Piste
| Jaar | NK                     | EK                   | WK            | Overig                          |
| ---- | ---------------------- | -------------------- | ------------- | ------------------------------- |
| 2006 | achtervolging          |                      |               |                                 |
| 2007 | achtervolging          |                      |               |                                 |
| 2008 |                        |                      | achtervolging |                                 |
| 2009 |                        |                      |               |                                 |
| 2010 |                        |                      |               |                                 |
| 2011 | achtervolging, scratch |                      |               | Aigle: achtervolging, afvalling |
| 2012 | achtervolging, scratch |                      |               |                                 |
| 2013 | achtervolging          | ploegenachtervolging |               | Gent: achtervolging             |
| 2014 |                        |                      |               | WB Guadalajara: achtervolging   |
| 2015 | achtervolging omnium   |                      |               |                                 |